# الرد على الزنادقة والجهمية
الرد على الزنادقة والجهمية كتاب من تأليف أحمد بن حنبل الذي يعتبر عند أهل السنة والجماعة من أهم العلماء.

## مؤلف الكتاب
أبو عبد الله أحمد بن محمد بن حنبل بن الشيباني المروزي ثم البغدادي ولد سنة 164 هـ. نسبه عربي أصيل. وهو شيخ البخاري ومسلم وأبي داود السجستاني، وأبي زرعة. صاحب المناقب العظيمة والخصال الرفيعة والورع والعلم والزهد. توفي يوم الجمعة 12 ربيع الأول سنة 241 هـ.

## التعريف بالزنادقة والجهمية عند أهل السنة والجماعة
الزنديق: هو الذي يظهر الإسلام ويخفي الكفر وهو المنافق الذي كان في عصر النبوة.
ويعتبر أهل السنة والجماعة فرقة الجهمية من جملة الزنادقة، قال عثمان بن سعيد الدارمي: «الجهمية عندنا زنادقة من أخبث الزنادقة، نرى أن يُستتابوا من كفرهم، فإن أظهروا التوبة تُركوا، وإن شهدت عليهم بذلك شهود فأنكروا ولم يتوبوا قُتلوا، كذلك بلغنا عن علي بن أبي طالب أنه سن في الزنادقة». وأبرز ما خالف به الجهمية عقيدة أهل السنة والجماعة إنكارهم لصفات الله.

## رد علماء أهل السنة والجماعة على الجهمية
رد كثير من علماء أهل السنة والجماعة على الجهمية إما في مؤلفات خاصة أو ضمن كتاب غير خاص بذلك. وممن رد عليهم ضمن مؤلفاته: مالك بن أنس في كتابه الموطأ، محمد بن إسماعيل البخاري في كتابه صحيح البخاري، وأيضاً أبو داود السجستاني في كتابة سنن أبي داود، والنسائي في كتابه سنن النسائي، ورد عليهم محمد بن ماجه في كتابه سنن ابن ماجه، ورد عليهم عبيد الله بن محمد ابن بطة الحنبلي في الإبانة، وعبد الله بن أحمد بن حنبل، أحمد بن محمد الخلال في كتاب السنة، وكلهم يذكر في كتابه مذهب السلف الصالح في إثبات الصفات والرد على الجهمية.

## الكتب المؤلفة في الرد على الجهمية
الكتب التي ألفت في الرد على الجهمية كثيرة جداً منها:
- الرد على الجهمية، تأليف: عبد الله بن محمد الجعفي البخاري المتوفى 229هـ.
- الرد على الزنادقة والجهمية، تأليف: عبد العزيز بن يحيى الكناني المتوفى 240هـ.
- الرد على الجهمية، تأليف: محمد بن أسلم الطوسي المتوفى 242هـ.
- خلق أفعال العباد والرد على الجهمية، تأليف محمد بن إسماعيل البخاري صاحب صحيح البخاري المتوفى 256هـ.
- الرد على اللفظية، تأليف: محمد بن أحمد بن حفص بن الزبرقان المتوفى 264هـ.
- السنة والرد على الجهمية، تأليف: الأثرم أحمد بن محمد بن هانئ المتوفى 273هـ.
- مصنف في مسألة اللفظ، أحمد بن محمد بن الحجاج المروزي المتوفى 275هـ، وهو من تلامذة أحمد بن حنبل.
- الاختلاف في اللفظ والرد على الجهمية والمشبهة، تأليف:ابن قتيبة الدينوري المتوفى 276هـ.
- الرد على الجهمية، تأليف: عثمان بن سعيد الدارمي المتوفى 280هـ.
- الصفات والرد على الجهمية، تأليف: نُعيم بن حماد الخُزاعي المتوفى 282هـ.
- الرد على الجهمية، تأليف: الحكم بن معبد الخزاعي، المتوفى 295هـ.
- الرد على الجهمية، تأليف اللغوي: إبراهيم بن محمد بن عرفة المشهور بنفطويه المتوفى 323ه.
- الرد على الجهمية، تأليف: عبد الرحمن بن أبي حاتم الرازي المتوفى 327هـ.
- الرد على من يقول أن القرآن مخلوق، تأليف: أحمد بن سلمان النجاد المتوفى 348هـ.
- الرد على الجهمية، تأليف: محمد بن إسحاق بن منده المتوفى 395هـ.
- الرد على اللفظية، تأليف: ابن منده.
- بيان تلبيس الجهمية، تأليف: ابن تيمية المتوفى 728هـ.
- اجتماع الجيوش الإسلامية على غزو المعطلة والجهمية، تأليف: ابن قيم الجوزية المتوفى 751هـ.
- الصواعق المرسلة على الجهمية والمعطلة، تأليف: ابن قيم الجوزية المتوفى 751هـ.

وغيرها من الكتب الكثير

## اسم الكتاب
الرد على على الزنادقة والجهمية فيما شكت فيه من متشابه القرآن وتأولته على غير تأويله. هذا هو العنوان الصحيح التام للكتاب ويدل عليه أمور منها:
- أولاً: بعض النسخ الخطية ذكرت هذا العنوان كاملاً
- ثانياً: لقد ذكر هذا العنوان كاملا في مقدمة الكتاب في ضمن كلام عبد الله بن أحمد بن حنبل في كل النسخ إلا نسخة مكتبة ندوة العلماء بالهند
- ثالثاً: ذكر هذا العنوان ابن تيمية في أكثر من خمسة عشر موضع.[7]

## نسبة الكتاب للمؤلف
من المهم معرفة نسبة الكتاب لمؤلفه الحقيقي والتأكد والتثبت من ذلك. والدليل على نسبة هذا الكتب لأحمد بن حنبل عدة أمور
- نسبه إليه من ترجم له ومنهم:
  - ابن النديم صاحب كتاب الفهرست.[8]
- محمد بن أبي يعلى الحنبلي في طبقات الحنابلة.[9]
  - ابن الجوزي كما نقل عنه صاحب سير أعلام النبلاء.[10]
  - كارل بروكلمان في كتابه «تاريخ الأدب العربي».[11]
- تصريح النسخ الخطية بذلك. وهي أكثر من ست عشرة نسخة كما ذكرت ذلك فهارس المخطوطات.[12]
- نقل العلماء منه وأحالوا عليه. وذكر أحد محققي الكتاب أكثر من أربعين عالماً أثبتوا صحته لأحمد بن حنبل بين قديم ومعاصر منهم:

جمال الدين القاسمي، ابن حجر العسقلاني، بدر الدين الزركشي، ابن كثير، ابن قيم الجوزية، ابن تيمية، أبو بكر البيهقي، وغيرهم الكثير حيث ذكرهم وذكر كلامهم في نسبة الكتاب وموضع ذلك من كتبهم.

## المشككون في نسبة الكتاب
لم يوجد من شكك في صحة نسبته إليه إلا الذهبي. وقد شكك فيه بلا بينة أو دليل وهو مشهور عند الحنابلة وغيرهم أنه من تأليف أحمد بن حنبل، وقد تردد الذهبي في نسبته ولم يكن جازماً.

## تاريخ ومكان تأليف الكتاب
هذا الكتاب ألفه أحمد بن حنبل في السجن وقد نص على ذلك جمع من أهل العلم منهم: صالح بن أحمد بن حنبل، وأبو يعلى الحنبلي، وابن تيمية، ابن قيم الجوزية، وابن اللحام الحنبلي، وتاريخ التأليف هو عام 220هـ.

## أهمية الكتاب
أهمية الكتاب تكمن في أمرين: في كاتبه، وفي موضوعه ومحتواه.
- أولاً: مؤلف الكتاب هو أحمد بن حنبل الذي يعتبر إماما وعالماً من أهم علماء أهل السنة والجماعة.
- ثانياً: موضوع الكتاب هو في أصول الدين واعتقاد أهل السنة والجماعة, والجواب عن شبهالجهمية.
- ثالثاً: احتجاج المؤلف بالأدلة العقلية في كتابه هذا.
- رابعاً: عرض الكتاب كثيراً من الآيات القرآنية التي ظن الزنادقة أن فيها تناقضاً.
- خامساً: ثناء العلماء عليه وتلقيهم له بالقبول.[16]

## موضوع الكتاب وأقسامه
اشتمل الكتاب على قسمين وكل قسم فيه عدة مسائل مهمة.
القسم الأول: الآيات التي تعلق بها الزنادقة في دعواهم أن القرآن متناقض.
القسم الثاني: آيات الصفات والرد على الجهمية.
ومن المسائل المهمة التي تطرق إليها:
- إثبات رؤية المؤمنين لربهم في الجنة
- إثبات تكليم الله لموسى عليه السلام.
- استخدام القياس العقلي
- تقرير أن الله عز وجل فوق عرشه.
- الجواب عن شبه الحلولية التي عارضوا بها القرآن والسنة.
- إثبات صفة العلم لله والرد على الجهمية في إنكارها.
- بيان ما ضلت به الجهمية من إنكار بقاء الجنة والنار وقولهم بفنائهما.

ثم ختم الكتاب بالدعوة إلى الرجوع إلى الكتاب والسنة، والقول بقول الصحابة والتابعين, وحذّر من القول بقول أتباع جهم بن صفوان.